# Palmeira (Braga)
Palmeira es una freguesia portuguesa perteneciente al municipio de Braga. 

## Territorio
Posee un área de 8,72 km² y una población total de 4 594 habitantes (2001). 

## Población
La densidad poblacional asciende a 526,8 hab/km².

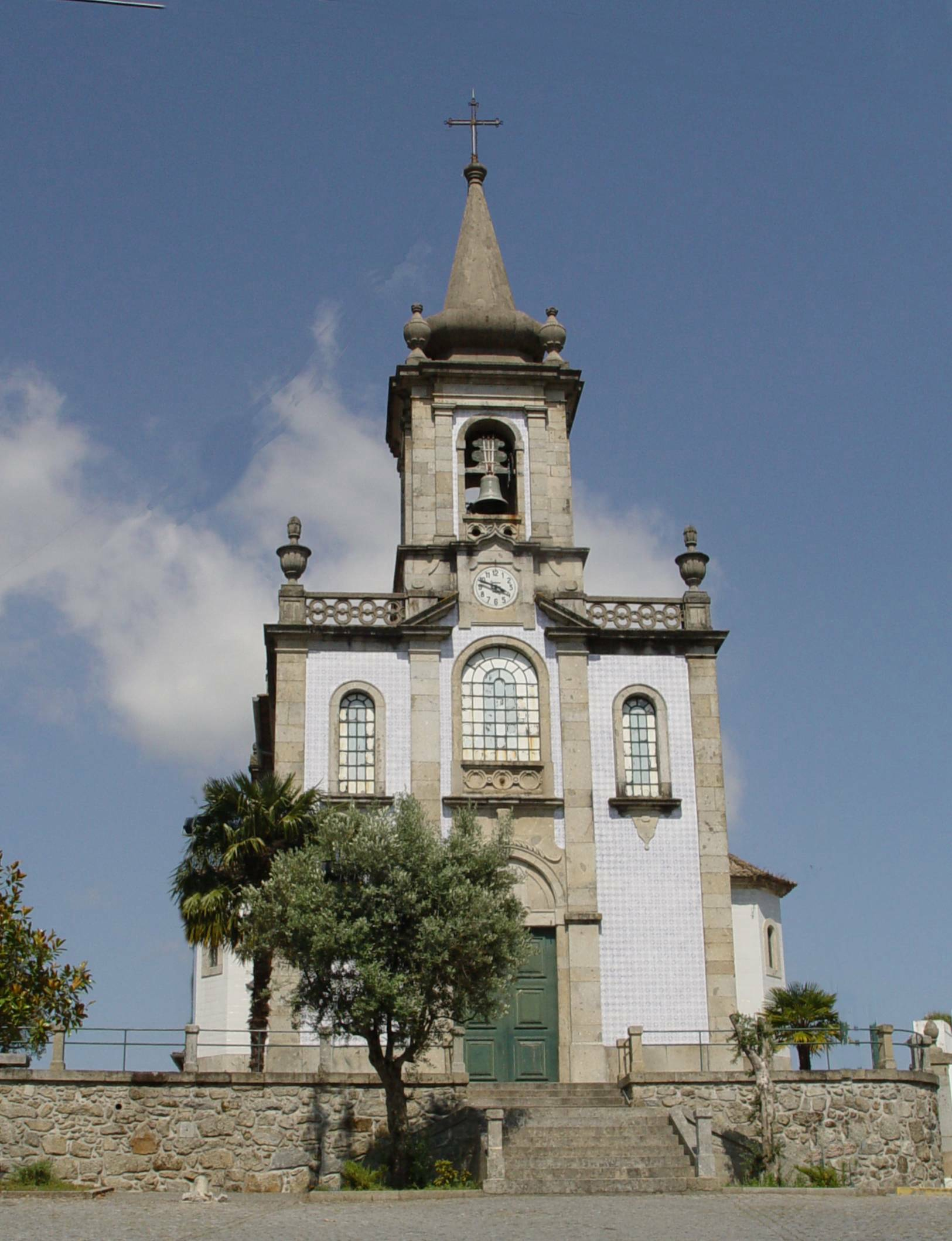
Iglesia de Palmeira.